# Lista de episódios de Mistresses (Estados Unidos)
Mistresses é uma série de televisão estadunidense, dos gêneros drama e mistério, criada por K. J. Steinberg, e estrelada por Alyssa Milano, Rochelle Aytes, Yunjin Kim e Jes Macallan como um grupo de amigas cujas vidas são complicadas por relacionamentos e situações ilícitas e complexas. A série, uma adaptação da série de televisão britânica homônima, estreou na ABC em 3 de junho de 2013. Em 9 de setembro de 2016, a ABC cancelou a série após quatro temporadas.
Em 6 de setembro de 2016, 52 episódios de "Mistresses" foram ao ar, concluindo a quarta temporada e finalizando a série.

## Resumo
| Temporada | Temporada | Episódios | Exibição original    | Exibição original     |
| Temporada | Temporada | Episódios | Estreia de temporada | Final de temporada    |
| --------- | --------- | --------- | -------------------- | --------------------- |
|           | 1         | 13        | 3 de junho de 2013   | 9 de setembro de 2013 |
|           | 2         | 13        | 2 de junho de 2014   | 1 de setembro de 2014 |
|           | 3         | 13        | 18 de junho de 2015  | 3 de setembro de 2015 |
|           | 4         | 13        | 30 de maio de 2016   | 6 de setembro de 2016 |

## Episódios

### 1ª temporada (2013)
| No. geral | No. na série | Título                         | Dirigido por        | Escrito por                              | Exibição               | Audiência (milhões) |
| --------- | ------------ | ------------------------------ | ------------------- | ---------------------------------------- | ---------------------- | ------------------- |
| 1         | 1            | "Pilot"                        | Cherie Nowlan       | Roteiro por: K. J. Steinberg             | 3 de junho de 2013     | 4.40                |
| 2         | 2            | "The Morning After"            | Chris Misiano       | Rina Mimoun                              | 10 de junho de 2013    | 4.22                |
| 3         | 3            | "Breaking and Entering"        | Ron Lagomarsino     | K. J. Steinberg                          | 17 de junho de 2013    | 3.76                |
| 4         | 4            | "A Kiss Is Just a Kiss?"       | David Paymer        | Chad Gomez Creasey & Dara Resnik Creasey | 24 de junho de 2013    | 3.57                |
| 5         | 5            | "Decisions, Decisions"         | Cherie Nowlan       | Jordan Budde                             | 1 de julho de 2013     | 3.62                |
| 6         | 6            | "Payback"                      | Eric Laneuville     | Josh Reims                               | 8 de julho de 2013     | 3.85                |
| 7         | 7            | "All In"                       | John Scott          | Jenna Richman                            | 15 de julho de 2013    | 3.47                |
| 8         | 8            | "Ultimatum"                    | Holly Dale          | Justin W. Lo                             | 22 de julho de 2013    | 3.95                |
| 9         | 9            | "Guess Who's Coming to Dinner" | Tawnia McKiernan    | David Folwell                            | 29 de julho de 2013    | 3.96                |
| 10        | 10           | "Indecent Proposals"           | Bobby Roth          | Chad Gomez Creasey & Dara Resnik Creasey | 19 de agosto de 2013   | 3.17                |
| 11        | 11           | "Full Disclosure"              | Jeff Bleckner       | Josh Reims                               | 26 de agosto de 2013   | 3.46                |
| 12        | 12           | "When One Door Closes..."      | Constantine Makris  | Rina Mimoun                              | 2 de setembro de 2013  | 4.05                |
| 13        | 13           | "I Choose You"                 | Allison Liddi-Brown | K. J. Steinberg                          | 22 de setembro de 2013 | 3.91                |

### 2ª temporada (2014)
| No. geral | No. na série | Título                       | Dirigido por       | Escrito por                           | Exibição              | Audiência (milhões) |
| --------- | ------------ | ---------------------------- | ------------------ | ------------------------------------- | --------------------- | ------------------- |
| 14        | 1            | "Rebuild"                    | Ron Lagomarsino    | Rina Mimoun                           | 2 de junho de 2014    | 4.66                |
| 15        | 2            | "Boundaries"                 | Ron Lagomarsino    | K. J. Steinberg                       | 9 de junho de 2014    | 3.64                |
| 16        | 3            | "Open House"                 | John Scott         | Josh Reims                            | 16 de junho de 2014   | 3.72                |
| 17        | 4            | "Friends With Benefits"      | John Scott         | Jenna Richman                         | 23 de junho de 2014   | 3.62                |
| 18        | 5            | "Playing With Fire"          | Constantine Makris | Justin W. Lo                          | 30 de junho de 2014   | 4.09                |
| 19        | 6            | "What Do You Really Want"    | Constantine Makris | Jordan Budde                          | 7 de julho de 2014    | 3.75                |
| 20        | 7            | "Why Do Fools Fall in Love?" | Ron Underwood      | Josh Reims                            | 14 de julho de 2014   | 3.71                |
| 21        | 8            | "An Affair to Surrender"     | Ron Underwood      | Justin W. Lo                          | 21 de julho de 2014   | 3.74                |
| 22        | 9            | "Coming Clean"               | Tara Nicole Weyr   | Jerica Lieberman & Molly Kate Margraf | 4 de agosto de 2014   | 3.46                |
| 23        | 10           | "Charades"                   | Tara Nicole Weyr   | Jenna Richman                         | 11 de agosto de 2014  | 3.57                |
| 24        | 11           | "Choices"                    | Michael Grossman   | Jordan Budde                          | 18 de agosto de 2014  | 3.36                |
| 25        | 12           | "Surprise"                   | Michael Grossman   | Rina Mimoun                           | 25 de agosto de 2014  | 3.23                |
| 26        | 13           | "Til Death Do Us Part"       | John Scott         | K. J. Steinberg                       | 1 de setembro de 2014 | 3.74                |

### 3ª temporada (2015)
| No. geral | No. na série | Título                 | Dirigido por       | Escrito por                      | Exibição              | Audiência (milhões) |
| --------- | ------------ | ---------------------- | ------------------ | -------------------------------- | --------------------- | ------------------- |
| 27        | 1            | "Gone Girl"            | Constantine Makris | Rina Mimoun                      | 18 de junho de 2015   | 3.79                |
| 28        | 2            | "I'll Be Watching You" | Constantine Makris | K. J. Steinberg                  | 18 de junho de 2015   | 3.79                |
| 29        | 3            | "Odd Couples"          | John Scott         | Melissa Carter                   | 25 de junho de 2015   | 3.31                |
| 30        | 4            | "Into the Woods"       | John Scott         | Justin Lo                        | 2 de julho de 2015    | 3.04                |
| 31        | 5            | "Threesomes"           | Holly Dale         | Jordan Budde                     | 9 de julho de 2015    | 3.49                |
| 32        | 6            | "Love Is an Open Door" | Holly Dale         | Stacy Littlejohn                 | 16 de julho de 2015   | 3.29                |
| 33        | 7            | "The Best Laid Plans"  | John Scott         | Jerica Lieberman & Molly Margraf | 23 de julho de 2015   | 2.94                |
| 34        | 8            | "Murder She Wrote"     | John Scott         | Rina Mimoun                      | 30 de julho de 2015   | 3.09                |
| 35        | 9            | "Unreliable Witness"   | Eric Laneuville    | Jenna Richman                    | 6 de agosto de 2015   | 2.54                |
| 36        | 10           | "What Could Have Been" | Eric Laneuville    | Jordan Budde                     | 13 de agosto de 2015  | 2.98                |
| 37        | 11           | "Guilt By Association" | Liz Allen          | Melissa Carter                   | 20 de agosto de 2015  | 3.30                |
| 38        | 12           | "Reasonable Doubt"     | Liz Allen          | Justin Lo                        | 27 de agosto de 2015  | 3.23                |
| 39        | 13           | "Goodbye Girl"         | John Scott         | K. J. Steinberg                  | 3 de setembro de 2015 | 2.70                |

### 4ª temporada (2016)
| No. geral | No. na série | Título                       | Dirigido por       | Escrito por                                                        | Exibição              | Audiência (milhões) |
| --------- | ------------ | ---------------------------- | ------------------ | ------------------------------------------------------------------ | --------------------- | ------------------- |
| 40        | 1            | "The New Girls"              | Chris Misiano      | Josh Reims                                                         | 30 de maio de 2016    | 2.94                |
| 41        | 2            | "Mistaken Identity"          | Chris Misiano      | Jessica Lieberman & Molly Margraf                                  | 6 de junho de 2016    | 3.31                |
| 42        | 3            | "Under Pressure"             | Sharat Raju        | Jordan Budde                                                       | 20 de junho de 2016   | 2.89                |
| 43        | 4            | "Blurred Lines"              | Sharat Raju        | Kiersten Van Horne                                                 | 27 de junho de 2016   | 2.80                |
| 44        | 5            | "Lean In"                    | Constantine Makris | Rina Mimoun                                                        | 4 de julho de 2016    | 1.97                |
| 45        | 6            | "What Happens in Vegas"      | Constantine Makris | Justin Lo                                                          | 11 de julho de 2016   | 2.97                |
| 46        | 7            | "Survival of the Fittest"    | John Scott         | Sarah Tarkoff                                                      | 2 de agosto de 2016   | 2.42                |
| 47        | 8            | "Bridge Over Troubled Water" | John Scott         | Jerica Lieberman & Molly Margraf                                   | 8 de agosto de 2016   | 2.07                |
| 48        | 9            | "The Root of All Evil"       | Jerry O'Connell    | Justin Lo                                                          | 15 de agosto de 2016  | 2.10                |
| 49        | 10           | "Confrontations"             | Jerry O'Connell    | Jordan Budde                                                       | 22 de agosto de 2016  | 2.45                |
| 50        | 11           | "Fight or Flight"            | Hanelle Culpepper  | K. J. Steinberg                                                    | 29 de agosto de 2016  | 2.74                |
| 51        | 12           | "Back to the Start"          | Hanelle Culpepper  | K. J. Steinberg                                                    | 5 de setembro de 2016 | 2.52                |
| 52        | 13           | "The Show Must Go On"        | John Scott         | História por: Josh ReimsRoteiro por: K. J. Steinberg & Rina Mimoun | 6 de setembro de 2016 | 2.57                |